# Колядование

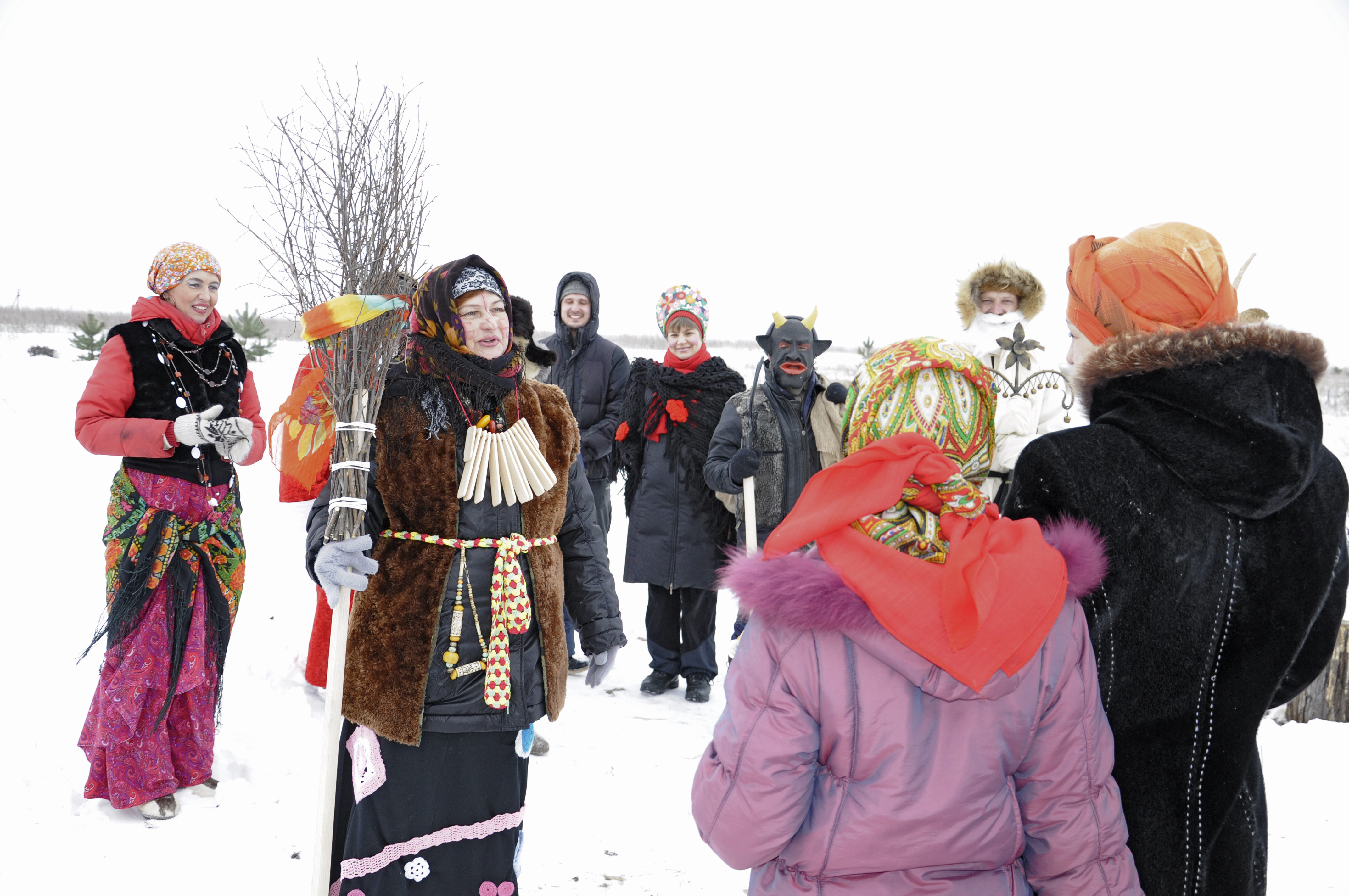
Колядовщики в Белгородской области. Россия.

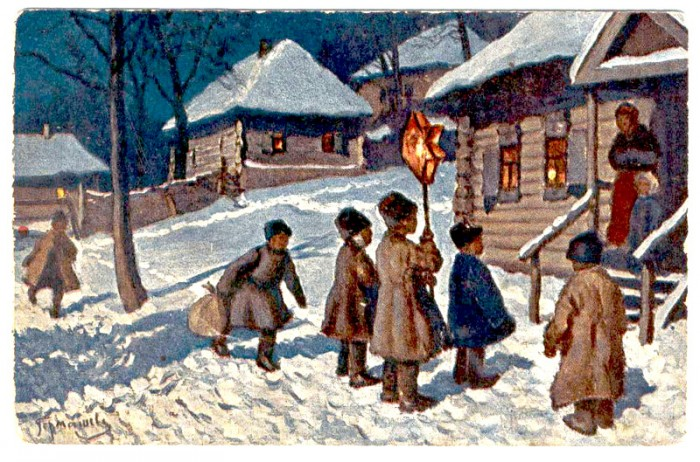
М. Гермашев. «Со звездой». 1916

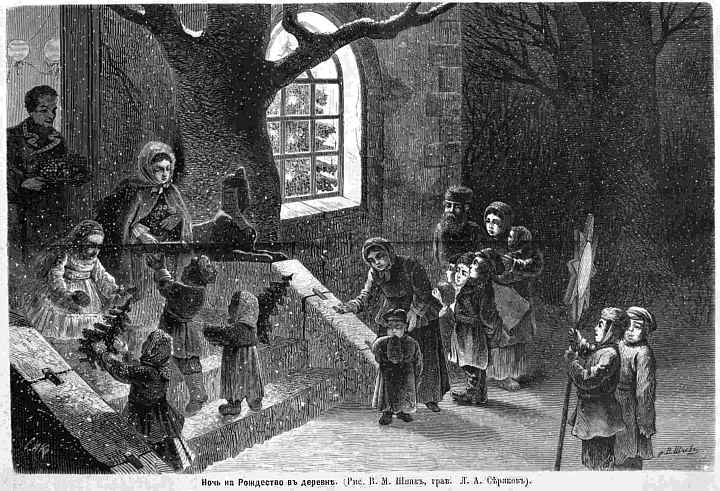
Ночь на Рождество в деревне. 1872

Колядова́ние — приуроченный преимущественно к Святкам славянский обряд посещения домов группой участников, которые исполняли благопожелательные приговоры и песни в адрес хозяев дома, за что получали ритуальное угощение. У поляков и чехов колядовали также на Масленицу (Мясопуст) и на Пасху.

## Название обряда
Название обряда однотипно во всех славянских традициях (рус. колядование, укр. колядування, бел. калядаванне, словац. koledovani, чеш. koledování, пол. kolędowanie, серб. коледа, болг. коледуване, словен. koledovanje, и т. п.) и восходит к термину коляда, который является многозначным для обозначения разных реалий святочного комплекса (см. Коляда). Наряду с такой общеславянской терминологией известны многочисленные варианты местных названий колядования: например, в отличие от рождественского, новогоднее колядование могло называться овсеньканье (рус.), щедрование (укр., бел.), сурвакане (болг.), сыровары (серб.). Основу некоторых локальных названий обряда составляют глаголы движения и обозначения ряженых колядников (с.-рус. бегать окрутниками, ходить рядихами; укр. ходить со Щодрой; бел. вадзіць казу; словац. chodit' po kolede; пол. kolędowanie drabouj и др.); наименования обрядового хлеба, которым одаривали колядников (рус. ходить кокурки сбирать; в.-пол. chodzenie po rogalach, в.-словац. chodievani po ščedrákoch) или исполняемых во время колядования обрядовых песен (рус. кликать овсень, виноградье петь).

## Типология колядных обходов
Типология колядных обходов определяется: временем и датой проведения обряда (обходы на Рождество, в день св. Стефана, на Новый год, Крещенье, Пасху и т. п.) и составом участников (односельчане или церковнослужители, взрослые или дети), а также характером песенного репертуара (обрядовые благопожелания или церковные рождественские песнопения); ср. особые названия для детского колядования: дитяче віншованне (укр.), малка коледа (болг.); или для церковной коляды: со звездой ходить, христославить (рус.), церковна коляда (укр. карпат.), kolęda kościelna (пол.), duchovna koleda (словац.) и т. п.

## Обрядовые тексты
Для наиболее типичной формы колядования характерно, прежде всего, исполнение обрядовых текстов (поздравительных, благопожелательных, величальных и т. п.), адресованных хозяевам. Такой тип колядования представлен в двух основных формах: обход совершали неряженые или ряженые колядники. В обрядах первого типа главной ритуальной целью является произнесение текста, а если в составе участников колядования были ряженые, то ритуал мог дополняться игровым поведением ряженых.

## Исторические данные
По западно-славянским историческим данным, уже с XV в. церковь предпринимала усилия запретить бесовские колядные обходы и придать колядованию новое идеологическое содержание. В чешских и польских церковных поучениях XV—XVI вв. осуждается языческий обычай колядовать в Рождественский сочельник, но одобряется накануне Рождества и за неделю до него в Чехии и Моравии колядовать ксендзам и церковнослужителям. Преследование народных обычаев святочного колядования, называемых в церковных источниках дьявольской, сатанинской игрой, продолжалось вплоть до XIX века.

## Время исполнения
Время исполнения обряда колядования могло совершаться в одной и той же местности многократно в течение Рождественского поста и святок. У западных славян начинали колядовать ещё в дни адвентных святых; у южных славян — чаще всего со дня св. Игната. Но наиболее типичным у всех славян было святочное колядование: первые три дня Рождества (Сочельник, Рождество, день св. Стефана), канун и первый день Нового года, канун Крещения.
В масштабах суточного времени взрослые колядники начинали обходы в вечернее и ночное время. В ряде мест фиксировался прямой запрет колядовать после рассвета: нельзя, чтобы восход солнца застал колядников в пути. Ночное время колядования, как наиболее традиционное упоминается и в текстах колядных песен. Вместе с тем, широко распространена общеславянская практика утреннего колядования.

## Колядовщики
Состав исполнителей обряда представлен в разных вариантах колядования достаточно многообразно: колядовать ходили либо отдельно взрослые и дети, мужчины и женщины, либо смешанные группы, но более традиционным (для балкано-карпатского региона) и ритуально значимым считалось участие в обряде мужской колядной дружины. В неё могли входить мужчины и старики, но чаще это были взрослые неженатые парни. Вся группа состояла из нескольких участников (от 5—6 человек до 10—15), каждый из которых выполнял определённую обрядовую роль. Возглавлял группу старший по возрасту женатый мужчина, опытный колядник, хорошо знавший обычаи колядования и фольклорный репертуар.
За пределами балкано-карпатской зоны признаки такой чёткой организации колядников выглядели более размытыми. В белорусской и южно-русской традициях чаще всего отмечалось лишь наличие поводыря и мехоноши (ответственный за сбор колядных даров). В среднерусских областях колядники обычно ходили беспорядочной толпой.
Участники таких колядных групп, которые не включали в свой состав ряженых, ходили по домам в праздничной одежде, украшенной специальными букетиками, на шапки надевали венки, сделанные из вечнозелёных растений и бумажных цветов. Наряду с этим широко распространён был обычай колядовать, приняв вид ряженых.
Ряд особенностей отличает детское колядование: небольшие группы детей (без признаков чёткого распределения обрядовых функций) ходили преимущественно в утреннее и дневное время; не имели обыкновения рядиться (лишь изредка могли представлять маски козы, коня, журавля, трёх королей, ходивших со звездой); исполняли особые тексты — рифмованные благопожелания и короткие песенки с просьбой одарить.

## Структура обряда
Наиболее полная структура обряда колядования включает три этапа: подготовительный этап (спевки, репетиции, выбор костюмов), колядный обход (сбор участников в одном доме, шествие по селу, надворное или подоконное колядование возле каждого дома, контакт с хозяевами, продолжение колядования в доме, получение даров, прощание с хозяевами) и заключительный этап (совместная трапеза колядников по окончании колядования).
Перед началом колядования участники собирались в одном доме и вечером отправлялись в путь, переходя от дома к дому. Во время шествия по селу колядники пели, пританцовывали под музыку, звонили в колокольчик; очень шумно вела себя процессия ряженых. Чинным и торжественным было хождение церковной коляды и групп, ходивших со звездой.
Подойдя к дому, колядники становились под окном или во дворе и окликали хозяина. Такое начало носит универсальный характер для большинства вариантов обряда. Предводитель сообщал о прибытии, обращался к хозяину с просьбой разрешить колядовать, и готов ли он одарить пришедших. После того, как разрешение получено, начинался основной обряд — исполнение благопожелания в адрес хозяина дома. Если хозяева выносили угощение во двор, то колядники благодарили за дар и шли к следующему дому. Если пришедших приглашали в дом, то они исполняли специальные колядки каждому из домочадцев.
Основным стержнем колядования является момент одаривания колядников в ответ на их пожелания. Колядный дар состоял из съестных продуктов (выпечки, сала, колбас, орехов, фруктов и тому подобного), реже подавали мелкие деньги или мотки пряжи. Но самым традиционным (а в ряде мест и строго обязательным) даром был обрядовый святочный хлеб. Считалось, что в тех домах, где ничего не подадут колядникам, в течение года не будет хозяйственного прибытка.
Заключительным этапом колядования был общий сбор участников, на котором делились между всеми собранные дары или устраивалась совместная трапеза.

## Цель ритуала
Считалось, что колядование обеспечивало хозяевам высокие урожаи в поле и огороде, приплод скота и общее благополучие в доме. Поэтому колядники старались обойти все дома. Исключение делалось лишь для тех домов, где в недавнее время кто-нибудь умер, — там обычно не колядовали. По традиции, колядники шли по селу с запада на восток, а в горной местности — с нижнего края села вверх, чтобы так же процветало и шло в гору хозяйственное благополучие в посещаемых ими домах. Кроме того, существовало поверье, что обходы колядников изгоняют из села нечистую силу и защищают от болезней.
В обрядовых приговорах и приветствиях участников колядования называли божьими служеньками, божьими посланцами, небывалыми гостями. Вместе с тем, участие в колядовании (особенно в качестве ряженых) часто осмыслялось, как дело нечистое и опасное. В ряде мест запрещалось впускать колядников в дом, а одаривание прибывших могло осуществляться только через особое (волоковое или печное) окошко. Широко распространён в разных славянских традициях обычай очищения, который обязаны были совершать участники колядования (их обливали водой у колодца, заставляли купаться в проруби или умываться освящённой крещенской водой).